# Pie Town (Nuevo México)
Pie Town es un lugar designado por el censo ubicado en el condado de Catron en el estado estadounidense de Nuevo México. En el Censo de 2010 tenía una población de 186 habitantes y una densidad poblacional de 1,25 personas por km².

## Geografía
Pie Town se encuentra ubicado en las coordenadas 34°20′25″N 108°10′36″O / 34.34028, -108.17667. Según la Oficina del Censo de los Estados Unidos, Pie Town tiene una superficie total de 148.43 km², de la cual 148.33 km² corresponden a tierra firme y (0.07%) 0.1 km² es agua.

## Demografía
Según el censo de 2010, había 186 personas residiendo en Pie Town. La densidad de población era de 1,25 hab./km². De los 186 habitantes, Pie Town estaba compuesto por el 87.1% blancos, el 1.61% eran afroamericanos, el 5.38% eran amerindios, el 0% eran asiáticos, el 0% eran isleños del Pacífico, el 2.69% eran de otras razas y el 3.23% pertenecían a dos o más razas. Del total de la población el 11.29% eran hispanos o latinos de cualquier raza.